# Pollo alla paprica

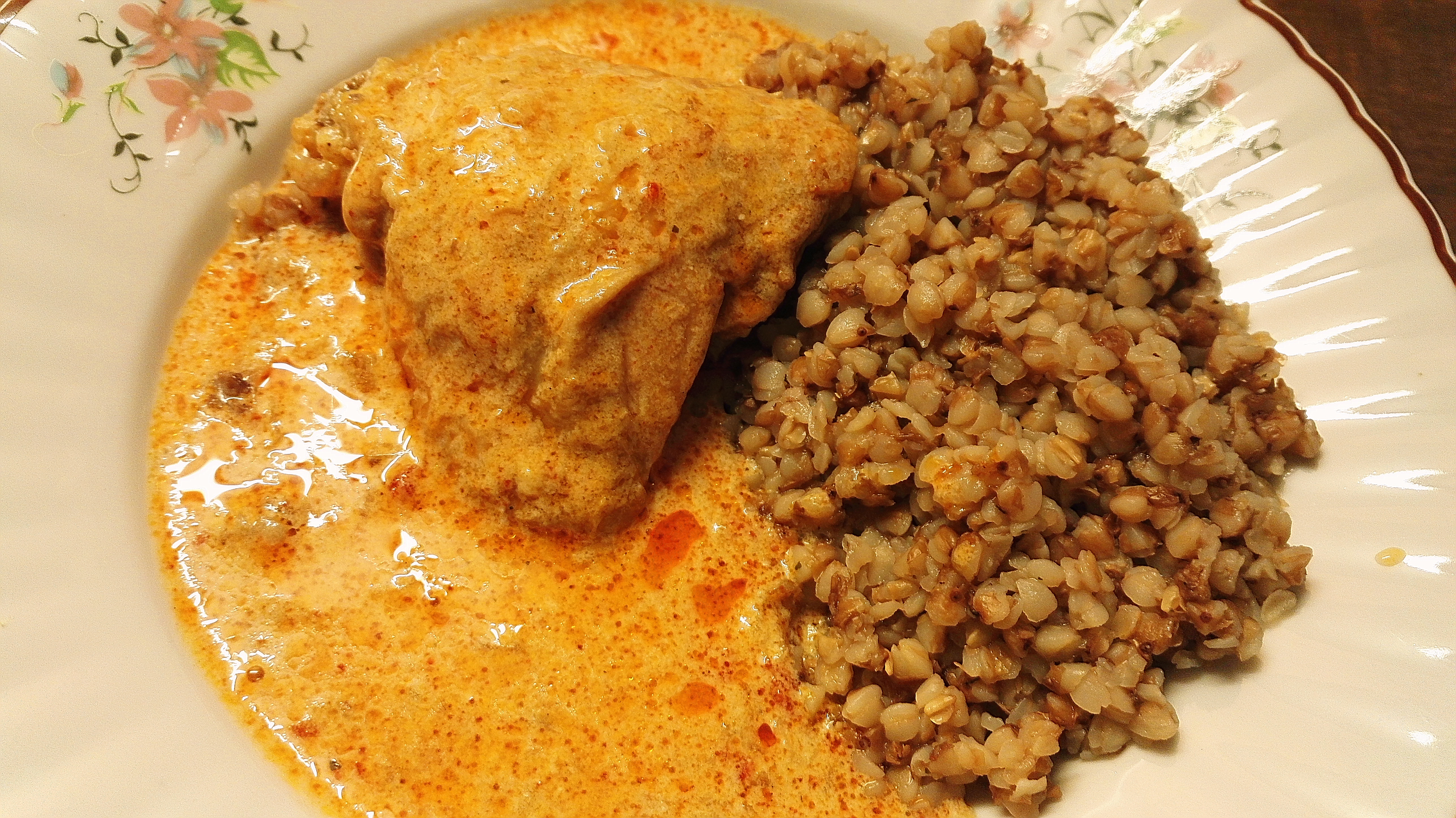
Pollo alla paprica con contorno di grano saraceno

Pollo alla paprica (in ungherese paprikás csirke o csirkepaprikás) o paprikash è un piatto popolare di origine ungherese. Il nome deriva dall'ampio uso della paprica, una spezia comunemente usata nella cucina ungherese. Il pollo viene tipicamente cotto a fuoco lento in una salsa a base di un roux infuso di paprica.

## Preparazione
L'édes nemes (paprica dolce) è il tipo preferito di paprica; aggiunge un colore rosato, oltre che un sapore speziato. A volte vengono utilizzati olio d'oliva e peperoni dolci rossi o gialli, e una piccola quantità di concentrato di pomodoro. Il piatto ha una certa somiglianza con il gulasch, un altro piatto contenente paprica.
Il piatto è tradizionalmente servito con i nokedli, una pasta all'uovo spessa simile allo spätzle tedesco. Altri contorni con cui può essere servito sono tagliatelle, riso o miglio.

## Variazioni
La ricetta dell'editorialista alimentare Iles Brody prevede pollo, cipolle, burro o strutto, paprica dolce, peperoni verdi, pomodori, uno spicchio d'aglio, farina e panna acida. Tuttavia tutte le ricette sono generalmente simili. Mentre il taglio del pollo in quarti è più tradizionale, le moderne interpretazioni della ricetta possono richiedere cosce di pollo disossate e senza pelle.
Nella cucina bulgara esiste una versione di paprikash (паприкаш), che, tuttavia, include piccole quantità di paprica, la quale viene aggiunta direttamente alla cipolla saltata all'inizio della cottura, e, successivamente, l'aggiunta di peperoni dolci a cubetti, solitamente verdi. Il piatto è centrato su quest'ultimo ingrediente.
La paprikash di pollo fu adottata come piatto del Sabbath dagli ebrei ungheresi e cecoslovacchi e rimane ancora oggi popolare tra gli ashkenaziti. I pomodori sono spesso inclusi e in Romania il piatto è tradizionalmente servito con mămăligă.